# Murat I
Murat I (? – 1389) va ser el soldà de l'Imperi Otomà. Era el fill d'Orhan i de la princesa romana d'Orient Helena, i va governar l'Imperi des de la mort del seu pare el 1359 fins a la seva mort. Va ser el responsable de convertir la tribu osmanli en un imperi, i rebé el sobrenom de Hüdavendigâr (antiga ortografia Khudawendigär): 'el semblant a Déu'.
En vida del seu pare va rebre el govern d'In Öñü i després de Bursa. L'hereu era el seu germà Sulayman Pasha que havia ocupat els principals governs però va morir prematurament abans que Orhan que va morir vers 1359 o 1360. Murat I va heretar inesperadament el principat dels osmanoğullari.

## Establiment de l'imperi
Va assentar l'imperi donant forma a la societat i al govern a la recentment conquerida ciutat d'Adrianòpolis (Edirne en turc) i expandint el reialme cap a Europa, absorbint la major part dels Balcans sota el poder otomà i obligant a l'emperador romà d'Orient a pagar-li tribut. Però les fonts són molt confoses sobre aquest període i gairebé ni els fets més importants es poden datar amb seguretat. D'altra banda tampoc se sap quins fets s'han d'atribuir a Murat i quins a bandes de guerrers o aventurers turcs que actuaven pel seu compte o per comte d'altres beys. Provisionalment s'ha dividit l'activitat militar en tres períodes:
El primer suposa la conquesta de Tràcia occidental, amb Çorlu, Demòtica (que potser ja havia estat conquerida per Orhan), Gümüldjina, Adrianòpolis (vers 1362) i Filipòpolis. Autor principal de les conquestes foren el beglerbeg Lala Shahin i el ghazi Evrenos Gazi. La reacció a l'altre costat fou l'aliança de serbis, bosnians i hongaresos, que van mobilitzar una força dirigida pel rei d'Hongria Lluís I, que fou derrotada en la batalla del riu Maritsa (Meriç) per Hadjdji Ibeki el 26 de setembre de 1371] i els otomans van avançar sobre Bulgària conquerint el nord de Tràcia, els Ròdopes, Kostenets, Ihtiman i Samokov, limitant efectivament l'autoritat d'Ivan Xixman a les terres al nord de les muntanyes balcàniques i la vall de Sofia i Ivan Xixman es va veure obligat a reconèixer la dominació otomana i enviar a la seva germana Kera Tamar, com una esposa per a Murat I en 1373 a canvi de recuperar algunes de les ciutats perdudes i aconseguir deu anys de pau incòmoda. L'emperador Joan V Paleòleg es va sotmetre a Murat i li va pagar tribut. Per altra banda al mateix temps Murat feia campanya a Anatòlia i va arribar fins a Tokat i va consolidar el control d'Ankara conquerida pel seu germà Sulayman Paixà el 1354. Després va anar a Europa i es va establir a Demotika i el 1366 a Adrianòpolis, rebatejada Edirne, que en endavant fou la capital dels dominis europeus. El 1365 hauria signat un tractat amb la república de Ragusa, però sembla que això forma part de la llegenda. La lluita entre búlgars i romans d'Orient va permetre a Murat ocupar Sozòpolis prop de Burgàs; el 1366 la croada enviada pel Papa manada pel comte Amadeu VI de Savoia el Comte Verd (1334-1383), va fracassar per la rivalitat entre grecs i búlgars, tot i que va estar a punt de conquerir Gal·lípoli.
Després d'uns anys de tranquil·litat, el segon període es va iniciar amb una victòria sobre els serbis al batalla del riu Maritsa el 26 setembre de 1371 i els otomans van avançar sobre Bulgària conquerint el nord de Tràcia, els Ròdopes, Kostenets, Ihtiman i Samokov, limitant efectivament l'autoritat d'Ivan Xixman a les terres al nord de les muntanyes balcàniques i la vall de Sofia i es va veure obligat a reconèixer la dominació otomana i enviar a la seva germana Kera Tamar, com una esposa per a Murat en 1373 a canvi de recuperar algunes de les ciutats perdudes i aconseguir deu anys de pau incòmoda. Els principals conqueridors foren Evrenos Beg i Çandarli Halil Paixà, mentre ara Lala Shahin Paixà lluitava a Bulgària oriental on va vèncer a la batalla de Samakow.
Van seguir altre cop uns anys sense lluita dedicats a la colonització. El 1375 Joan V Paleòleg va vendre l'illa de Tènedos a Venècia i Murat aliat als genovesos va intervenir a l'imperi i va ajudar a apartar del poder a Joan V el 1376, però després el va ajudar a tornar al tron el 1379 (les dades són dubtoses). L'emperador com a vassall va haver d'ajudar al sultà a la conquesta de Filadèlfia, la darrera fortalesa grega a Àsia, rebatejada Ala Shehir. El 1381 va adquirir part de Germiyan pel matrimoni del príncep Baiazet amb la filla de l'emir; després va comprar la major part dels territoris dels Hamidoghullari i va conquerir part del de Tekeoğulları.

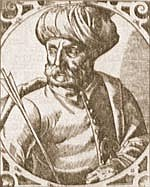
El soldà Murat

El 1385 les tropes turques van intervenir a l'Epir i Albània. Halil Paixà va dirigir les operacions. Vers el 1382 es va ocupar Sofia, i va seguir Niš vers el 1385. Murat va fer tractats amb Venècia (1385) i amb Gènova (1388) concedint privilegis comercials. El 1386 va iniciar una guerra contra Karaman, on l'emir era el seu gendre. La seva victòria a Konya li va donar l'hegemonia. Tropes sèrbies van participar com a vassalls a aquesta guerra i es van oposar (sense èxit) que l'emir retingués els territoris després de ser derrotat. Serbis de la família Gresljanovitx i bosnians del rei Twrtko I es van aliar en un darrer intent per eliminar la sobirania turca i van derrotar les forces de Murat I a Pločnik (1388) però amb pocs resultats efectius, ja que al mateix temps els otomans conquerien més posicions a Bulgària, com Shumla i Tirnovo, i a Grècia arribaven fins a la Morea. El 1389 Murat en persona va marxar contra els serbis i els seus aliats i va lliurar la famosa batalla de Kosovo Polje; Murat fou assassinat per serbi que havia estat fet presoner, de nom Milosh Kobilovicz (probablement el 20 de juny de 1389). El fill de Murat, Baiazet I (que prendre les regnes de la batalla i va culminar la victòria otomana) el va succeir. L'anomenada tomba de Murat encara es troba al camp de batalla, al nord-oest de Pristina però el cos del sultà fou portat a Brusa i enterrat allí.

## Política interior
El 1383 va establir el títol de soldà (o sultà) i va formar el cos dels geníssers i el sistema de recultament devşirme. També va ser el responsable de l'organització del govern del Divan, els jutges militars (kazasker), i la divisió de l'Imperi en les províncies d'Anadolu (Anatòlia) i Rumeli (Europa).